# (2521) Heidi
(2521) Heidi (1979 DK) – planetoida z pasa głównego asteroid okrążająca Słońce w ciągu 4,67 lat w średniej odległości 2,79 j.a. Odkryta 28 lutego 1979 roku.